# 普明镇
普明镇，是中华人民共和国山西省吕梁市岚县下辖的一个乡镇级行政单位。

## 行政区划
普明镇下辖以下地区：
普明村、刘家庄村、后沟村、丁家山村、小万村、普家庄村、马坊村、小赤土村、大贤村、柳峪村、陶家沟村、芦家洼村、屯营村、瓦窑村、贯家庄村、曲井村、段峪村、前祁村、后祁村、南泉庄村、八道洼村和史家洼村。